# Élections régionales de 1980 en Sarre
Les élections régionales de 1980 en Sarre (en allemand : Landtagswahl im Saarland 1980) se tiennent le 27 avril 1980 afin d'élire les 51 députés de la 8e législature du Landtag pour un mandat de cinq ans.
Le scrutin est marqué par la victoire du SPD du bourgmestre de Sarrebruck Oskar Lafontaine, qui conquiert la majorité relative. Le ministre-président Werner Zeyer se maintient au pouvoir après avoir reconduit la « coalition noire-jaune » entre la CDU et le FDP/DPS.

## Contexte
Aux élections régionales du 4 mai 1975, la CDU du ministre-président Franz-Josef Röder obtient 49,2 % des voix, soit 25 députés sur 50. Il se trouve donc à stricte égalité avec le SPD, qui totalise 22 élus, et le FDP/DPS, qui en compte trois.
Le Landtag se révèle donc incapable d'investir un ministre-président, aussi le cabinet Röder V reste en fonction de manière temporaire pendant plus de deux ans. Le 1er mars 1977, la CDU et le FDP/DPS concluent un accord de « coalition noire-jaune » et forment alors le cabinet Röder VI.
Pour éviter que cette situation ne se reproduise, les députés adoptent une réforme électorale qui ajoute un siège au Landtag, désormais composé d'un nombre impair de députés.
Au pouvoir depuis avril 1959, Franz-Joser Röder indique le 25 juin 1979 qu'il n'a pas l'intention de postuler pour un sixième mandat et qu'il souhaite que le député fédéral Werner Zeyer soit candidat à sa succession. Il meurt brutalement le lendemain, à l'âge de 69 ans. Le pouvoir revient alors à Zeyer, qui est aussi président régional de l'Union chrétienne-démocrate.

## Mode de scrutin
Le Landtag est constitué de 51 députés (en allemand : Mitglied des Landtags, MdL), élus pour une législature de cinq ans au suffrage universel direct et suivant le scrutin proportionnel d'Hondt.
Chaque électeur dispose d'une voix, qui compte double : elle lui permet de voter pour une liste de candidats, le Land comptant un total de trois circonscriptions plurinominales ; elle est alors automatiquement attribuée au parti politique à laquelle cette liste est rattachée.
Lors du dépouillement, l'intégralité des 51 sièges est répartie en fonction des voix attribuées aux partis, à condition qu'un parti ait remporté 5 % des voix au niveau du Land. La répartition est ensuite répétée dans les trois circonscriptions.

## Campagne

### Principales forces
| Parti | Parti                                                                              | Chef de file                                 | Résultats de 1975          |
| ----- | ---------------------------------------------------------------------------------- | -------------------------------------------- | -------------------------- |
|       | Union chrétienne-démocrate d'Allemagne Christlich Demokratische Union Deutschlands | Werner Zeyer (Ministre-président)            | 49,1 % des voix 25 députés |
|       | Parti social-démocrate d'Allemagne Sozialdemokratische Partei Deutschlands         | Oskar Lafontaine (Bourgmestre de Sarrebruck) | 41,8 % des voix 22 députés |
|       | Parti démocrate de la Sarre Demokratische Partei Saar                              | Werner Klumpp (Ministre de l'Économie)       | 7,4 % des voix 3 députés   |

## Résultats

### Voix et sièges
| Parti                             | Parti                                        | Voix    | Voix  | Sièges | Sièges        | Sièges | Sièges | Sièges        |
| Parti                             | Parti                                        | Votes   | %     | Circ.  | +/-           | Land   | Total  | +/-           |
| --------------------------------- | -------------------------------------------- | ------- | ----- | ------ | ------------- | ------ | ------ | ------------- |
|                                   | Parti social-démocrate d'Allemagne (SPD)     | 315 432 | 45,40 | 19     | 2             | 5      | 24     | 2             |
|                                   | Union chrétienne-démocrate d'Allemagne (CDU) | 305 584 | 43,99 | 19     | 2             | 4      | 23     | 2             |
|                                   | Parti démocrate de la Sarre (FDP/DPS)        | 47 977  | 6,91  | 3      | 1             | 1      | 4      | 1             |
|                                   | Les Verts (Grünen)                           | 19 945  | 2,87  | 0      | Nv.           | 0      | 0      | Nv.           |
|                                   | Parti communiste allemand (DKP)              | 3 703   | 0,53  | 0      | en stagnation | 0      | 0      | en stagnation |
|                                   | Autres                                       | 2 104   | 0,30  | 0      | en stagnation | 0      | 0      | en stagnation |
|                                   |                                              |         |       |        |               |        |        |               |
| Votes valides                     | Votes valides                                | 694 745 | 98,90 |        |               |        |        |               |
| Votes blancs et nuls              | Votes blancs et nuls                         | 7 721   | 1,10  |        |               |        |        |               |
| Total                             | Total                                        | 702 466 | 100   | 41     | 1             | 10     | 51     | 1             |
| Abstentions                       | Abstentions                                  | 123 753 | 14,98 |        |               |        |        |               |
| Nombre d'inscrits / participation | Nombre d'inscrits / participation            | 826 219 | 85,02 |        |               |        |        |               |

### Analyse
Pour la première fois depuis l'intégration de la Sarre à l'Allemagne de l'Ouest en 1955, la CDU perd sa position de premier parti du Land. En repli de cinq points, elle passe sous le seuil des 45 % des exprimés, qu'elle ne franchira pas avant 1999. Elle cède donc la première place au SPD, qui échoue à seulement deux sièges de la majorité absolue. Bien qu'il soit en léger recul, le FDP/DPS améliore sa représentation en profitant de l'augmentation d'un siège de la taille du Landtag.

### Conséquences
Le 23 mai 1980, Werner Zeyer est investi ministre-président pour un deuxième mandat, à la tête d'une nouvelle « coalition noire-jaune ».